# Terrasse Modigliani
La terrasse Modigliani est une voie située dans le 14e arrondissement de Paris, en France.

## Situation et accès
Elle longe le côté sud-est du jardin Atlantique. L’allée du Chef-d'Escadron-de-Guillebon la traverse sur sa longueur.

## Origine du nom
Elle porte le nom du peintre et sculpteur Amedeo Modigliani (1884-1920). Son nom est associé à la vie artistique Montparnasse.

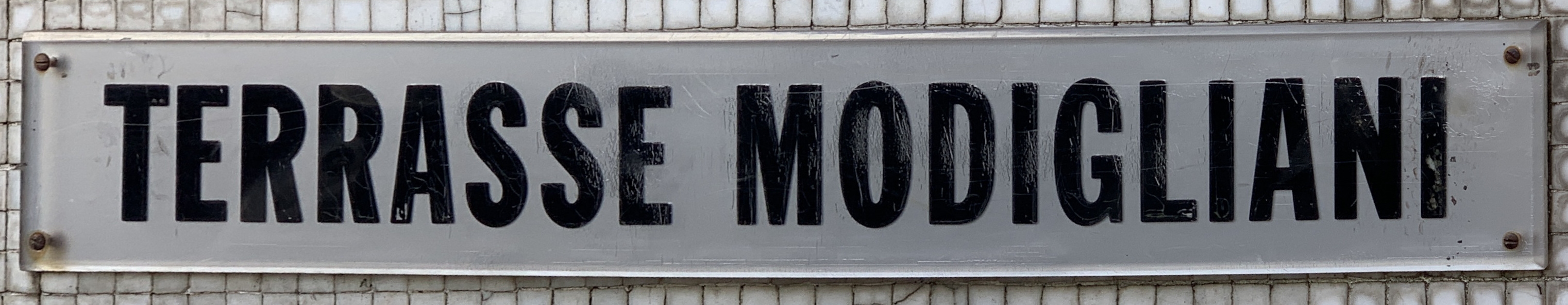
Plaque de la voie.

## Historique
Le moulin à vent d’Anson est situé, approximativement, à cet emplacement. Il est mentionné sur la carte des Chasses du Roi et signalé actif en 1809.